# Psychologia postaci
Psychologia postaci (gestaltyzm, konfiguracjonizm, niem. Gestaltpsychologie, ang. Gestalt psychology) – kierunek w psychologii o charakterze holistycznym przeciwstawiający się koncepcji życia psychicznego jako kompleksu żywiołów składowych – zjawisk. W zamian za to proponuje koncepcję opowiadającą się za tym, aby życie psychiczne traktować jako niepodzielną całość, z naciskiem na przetwarzanie całych wzorów i konfiguracji, a nie tylko pojedynczych komponentów. Pierwotnie teoria Gestalt stanowiła zaproponowaną przed II wojną światową w Niemczech teorię percepcji, alternatywną do innych znanych i akceptowanych na początku XX w.
Obecnie termin Gestalt odnosi się do szkoły terapii, zaś do teorii percepcji zaproponowanej przez szkołę berlińską odnosi się termin psychologia postaci (opisana poniżej).

Teoria Gestalt jest [czymś] więcej niż teorią percepcji; jest ona nawet [czymś] więcej niż jakakolwiek teoria psychologiczna.
The Gestalt-Theorie is more than a theory of perception; it is even more than a mere psychological theory.

Wedle psychologii postaci, zbiory doświadczeń podstawowych łączą się w nowy obiekt doświadczalny — Gestalt (niem. „postać”, „forma”, „figura” lub „konfiguracja”). Zgodnie z tym podejściem, systemy percepcyjne nie są biernymi odbiornikami izolowanych, elementarnych doświadczeń, ale dynamicznie organizują te doświadczenia w scalone "całości" czy gestalty.

## Tło historyczne
Przyjmuje się, że teoria Gestalt zainicjowana została w 1912 roku wraz z publikacją autorstwa Maxa Wertheimera (1880–1943) na temat iluzji wywoływanej przez dwa oddalone od siebie i mrugające na przemian światła. Choć stanowiły one dwa odrębne obiekty, postrzegane były jako jeden poruszający się obiekt. Zjawisko to nazwane zostało w pracy Wertheimera efektem phi (ang. phi-phenomenon). Prace badawcze nad zjawiskiem phi podjęli następnie dwaj koledzy Wertheimera: Wolfgang Köhler (1887–1967) i Kurt Koffka (1886–1941). Tę trójkę uczonych uważa się za założycieli nowej (ówcześnie) szkoły psychologicznej (będącej propozycją szkoły berlińskiej, której przewodził Carl Stumpf (1848–1936)).
Choć praca Wertheimera z 1912 roku dotyczyła percepcji wzrokowej, wcześniejsze publikacje pozostałych członków zespołu sugerują, że zagadnienia związane z teorią Gestalt były analizowane również w kontekście percepcji słuchowej. Köhler, będący ekspertem w dziedzinie akustyki fizycznej (jego dyplom dotyczył jednak filozofii), oraz Koffka, zajmujący się badaniami nad zjawiskami ruchu i rytmu, wnieśli istotny wkład w rozwój teorii. W 1917 roku Köhler opublikował wyniki czteroletnich badań nad nauką szympansów, proponując i udowadniając rewolucyjną na owe czasy hipotezę, że zwierzęta mogą uczyć się poprzez „nagłe olśnienie” dotyczące struktury problemu. Zróżnicowane zainteresowania badaczy umożliwiły rozwój psychologii postaci, która wykraczała poza ramy teorii percepcji, obejmując szersze zjawiska poznawcze.

## Krytyka
Krytyka psychologii postaci oparta jest na tym, że jej prawa mają tendencje do bycia opisowymi, a nie wyjaśniającymi. Argumenty w psychologii postaci czasem mają też naturę autoreferencyjną. Np. zwolennicy psychologii postaci wyjaśnialiby, dlaczego pewne elementy wzorca grupują się, powołując się na zasadę pregnancji (ang. law of Prägnanz). Krytykowane są niektóre z zasad organizacji percepcyjnej, które brzmią niejasno bądź nieadekwatnie poprzez używanie terminów takich jak „dobry” lub „prosty” kształt. Współcześnie uważa się często, że ta szkoła psychologii została wyparta przez psychologię poznawczą oraz neuronaukę, które od dekad dominują w tej dziedzinie.
Pomimo swoich ograniczeń uznaje się, że psychologia postaci wniosła cenny wkład do teorii percepcji, podkreślając sposób, w jaki zupełnie nowe byty percepcyjne mogą wyłonić się z organizacji prostszych elementów.